# MELON (バンド)
MELON（メロン）は、1980年代に活動していた日本のバンドである。

## 概要
1981年、元プラスチックスの中西俊夫、佐藤チカらを中心としたセッションバンドとして活動を開始する。1982年には細野晴臣、高橋幸宏、土屋昌巳らが参加したアルバム『Do you like Japan?』でレコードデビュー。当時のスタイルはファンク色の強いニュー・ウェイヴであった。桑原茂一が原宿に開いた日本初のクラブピテカントロプス・エレクトスでライヴ活動を行う。また、ヤン富田を加え、エキゾチックなサウンドを追求するユニットWATER MELON GROUPも同時進行させる。
やがて中西がヒップホップに傾倒、また1983年には屋敷豪太、プリンス工藤が加入し、音楽性がヒップホップ、エレクトロに傾斜する。1985年に発表したシングル「Serious Japanese」では完全なエレクトロとなっている。1987年、よりヒップホップ色を強めたロンドン録音のアルバム『DEEP CUT』を発表。
その後活動停止（解散）、中西と工藤はクラブミュージック専門レーベルMAJOR FORCEを設立、屋敷は渡英、ソウル・II・ソウルのサウンドアレンジが英国ヒットチャート1位となり、のちシンプリー・レッドに加入、佐藤は音楽活動から身を退き自身のアパレルブランドを設立した。

## メンバー
- 中西俊夫：ギター、ボーカル
- 佐藤チカ：ボーカル
- 屋敷豪太：ドラム、プログラミング
- プリンス工藤：DJ
- ヤン富田：スティールパン。WATER MELON GROUPのみ参加

## 作品

### アルバム
- DO YOU LIKE JAPAN?　（1982年　アルファレコード）
- DEEP CUT　（1987年　CBSソニー）‐2005年10月5日再発売
- 新宿ブレードランナー　（1997年 アルファレコード）（ベスト盤）

#### WATER MELON GROUP
- COOL MUSIC　（1984年　アルファレコード）

### シングル
- P.J. / EDDIE SPAGHETTI　（1982年　アルファレコード）
- SERIOUS JAPANESE　（1985年　CBSソニー）
- HARDCORE HAWAIIAN　（1987年　CBSソニー）
- GATE OF JAPONESIA　（1987年　CBSソニー）
- FUNKASIA（1987年　EPIC）

### ビデオ
- DEEP CUT VIDEO REMIX　（1992年　ソニーレコーズ）

### 参加作品
- 戦争反対 - スネークマンショー
- ピテカントロプスの逆襲 - スネークマンショー
- やんこまりたい - スネークマンショー（ベスト盤）
- セレク豚 SELECTED by 電気グルーヴ - 電気グルーヴ（オムニバス盤）